# Nossa Senhora do Monte (Brava)

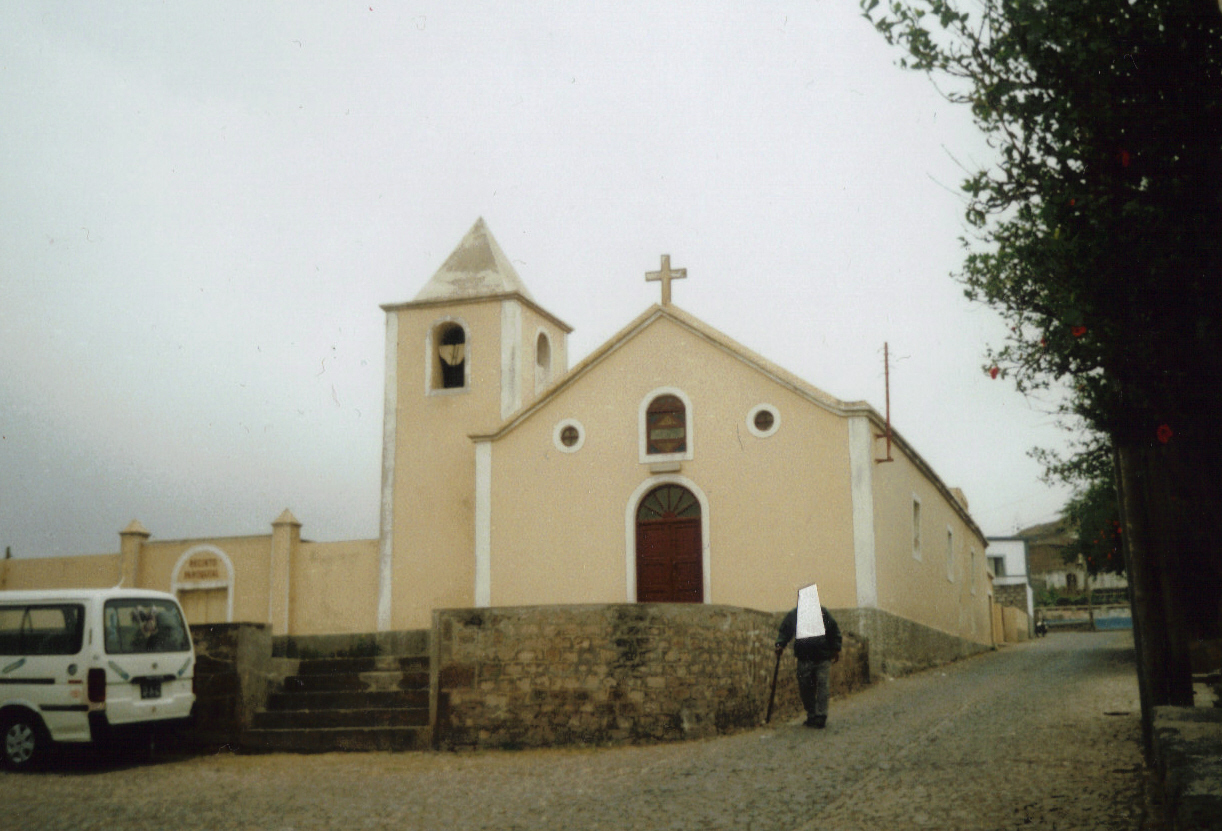
Wallfahrtskirche

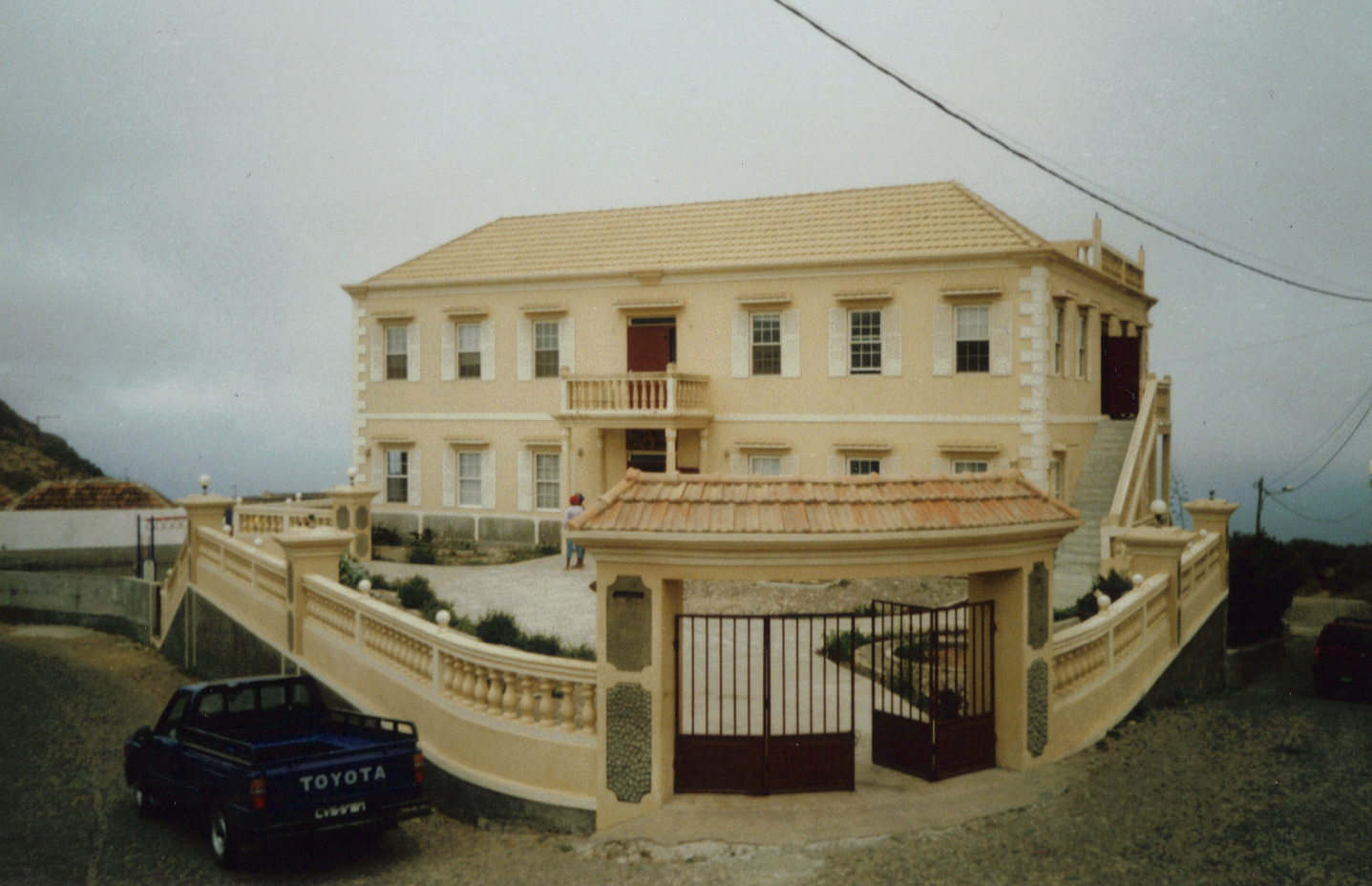
Schule

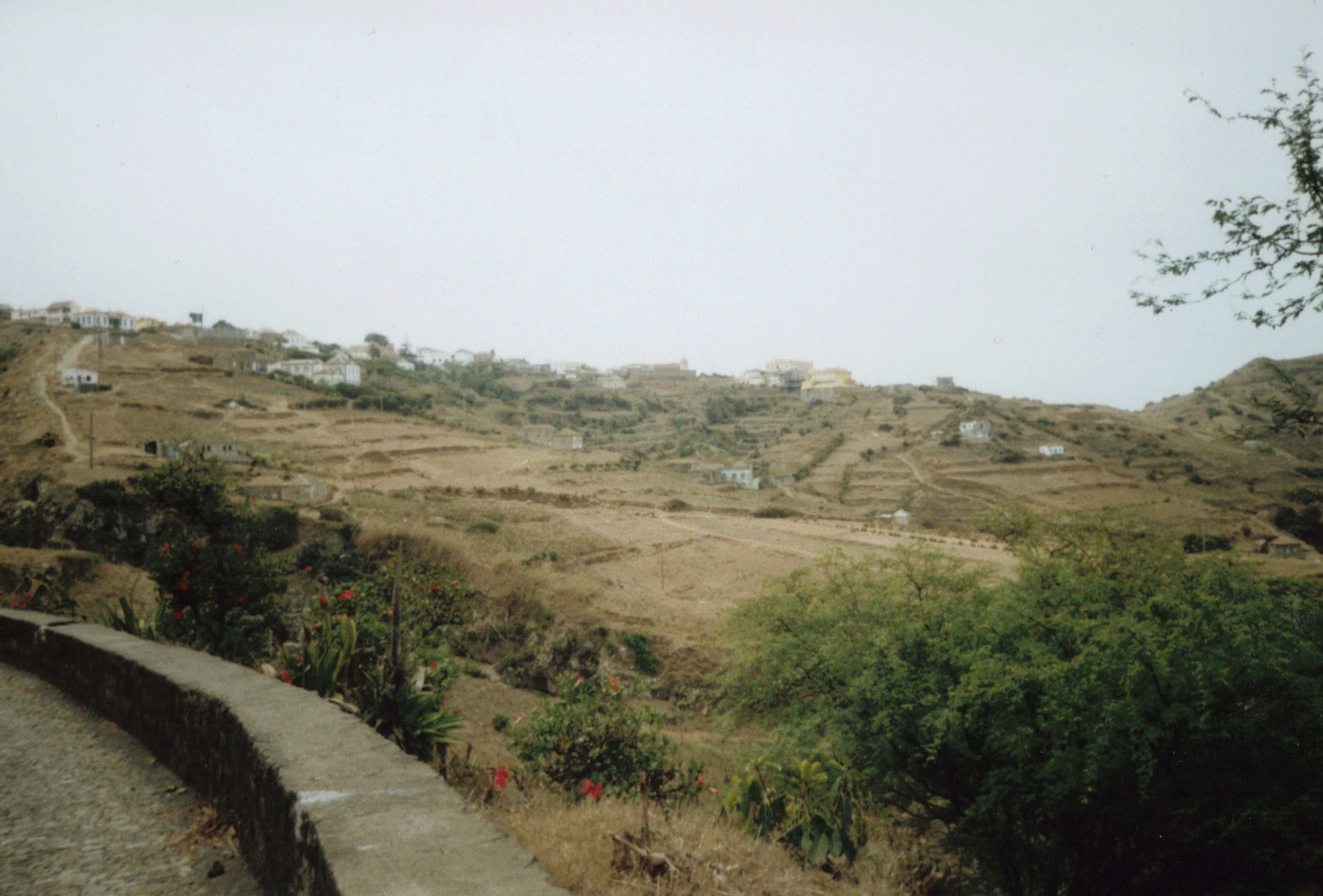
Gesamtansicht von Norden

Nossa Senhora do Monte ist ein Dorf in der Mitte der Insel Brava, Kap Verde. Es hatte beim Zensus 2010 271 Einwohner und liegt auf einer Höhe von 770 Metern über dem Meeresspiegel.

## Lage
Nossa Senhora do Monte liegt etwa in der Mitte der Insel auf einem Bergrücken. Mit der etwa 7 km entfernten Inselhauptstadt Vila Nova Sintra ist es durch eine gut befestigte Straße verbunden. Wenige Kilometer südlich liegt das Dorf Campo Baixo, das ebenfalls über eine gute Straße zu erreichen ist. Zu dem kleinen Hafenort Fajã de Água an der Westküste Bravas gelangt man von Nossa Senhora do Monte aus bergab über einen Wanderweg. Auch der höchste Berg der Insel Brava, der 976 m hohe Alto de Fontainhas, ist über einen Wanderweg zu erreichen.

## Geschichte
Nossa Senhora do Monte wurde 1826 gegründet und wenige Jahre später Bischofssitz. Die meisten Bischöfe residierten jedoch nicht für längere Zeit auf Brava. Seit 1862 ist Nossa Senhora do Monte ein Wallfahrtsort.

## Sehenswürdigkeiten und Infrastruktur
Hauptsehenswürdigkeit ist die 1826 gegründete Wallfahrtskirche, die früher zeitweise als Bischofskirche diente. Nach ihr ist der Ort auch benannt (dt.: ,Unsere Jungfrau des Berges‘; das bezieht sich auf die Jungfrau Maria). Auch heute hält der Bischof von Santiago hier Gottesdienste ab, wenn er auf Brava weilt. Vom Vorplatz der Kirche bietet sich eine schöne Aussicht bis hin zur Westküste der Insel.
Gegenüber der Kirche wurde in einer großen Villa aus der Kolonialzeit eine Schule eingerichtet. Im Dorf gibt es außerdem eine kleinere Kirche der Siebenten-Tags-Adventisten, die in den 1930er Jahren von Missionaren errichtet wurde, die aus den Vereinigten Staaten remigriert waren.
In der Hauptstraße des Dorfes befinden sich einige kleine Geschäfte und eine einfache Gaststätte. Unterkünfte für Touristen sind in Nossa Senhora do Monte nicht vorhanden, im benachbarten, rund ein Kilometer entfernten Dorf Cova Joana gibt es jedoch eine Pension.

## Verkehrsverbindungen
Nossa Senhora do Monte ist von der Inselhauptstadt Vila Nova de Sintra aus mehrmals täglich mit den für die Kapverden typischen Aluguer-Bussen zu erreichen. Sie verkehren nicht nach einem festen Fahrplan, sondern fahren dann ab, wenn sich genügend Fahrgäste eingefunden haben.